# Iago ab Idwal ap Meurig
Iago ab Idwal ap Meurig (974? — 1039) était un roi de Gwynedd au Pays de Galles.

## Origine
Iago était le fils d'Idwal ap Meurig († 996)  et un arrière-petit-fils d'Idwal le Chauve.

## Règne
Il monta sur le trône de Gwynedd à la mort de Llywelyn ap Seisyll en 1023, ramenant ainsi la lignée de Merfyn aux taches de rousseur au pouvoir.
Selon le Livre de Llandaff, Iago n'aurait en fait régné que sur l'île d'Anglesey tandis que Rhydderch ab Iestyn aurait pris le Deheubarth et une bonne partie du Gwynedd. On ne dispose que de trop peu de documents sur cette époque et le Brut y Tywysogion ne mentionne presque pas Iago. Il fut tué par ses propres hommes en 1039  et ce sera le fils de Llywelyn ap Seisyll, Gruffydd ap Llywelyn qui lui succéda 

## Postérité
Iago laissa un fils nommé Cynan. Le petit-fils de Iago, Gruffydd ap Cynan ramènera plus tard la lignée d'Idwal le Chauve sur le trône de Gwynedd mais comme son père, Cynan ap Iago, est peu connu, il sera surnommé « petit-fils d'Iago » au lieu de la forme classique « fils de Cynan ».